# Nottambulo (scacchi)
|   | a | b | c | d | e | f | g | h |   |
| 8 | e7 cerchio bianco · d6 pedone del nero · e6 pedone del nero · d5 cerchio bianco · c4 pedone del bianco · d4 pedone del bianco · h4 croce bianca · a3 cerchio bianco · c3 cerchio bianco · f3 torre del nero · d2 cerchio bianco · b1 nottambulo del bianco | e7 cerchio bianco · d6 pedone del nero · e6 pedone del nero · d5 cerchio bianco · c4 pedone del bianco · d4 pedone del bianco · h4 croce bianca · a3 cerchio bianco · c3 cerchio bianco · f3 torre del nero · d2 cerchio bianco · b1 nottambulo del bianco | e7 cerchio bianco · d6 pedone del nero · e6 pedone del nero · d5 cerchio bianco · c4 pedone del bianco · d4 pedone del bianco · h4 croce bianca · a3 cerchio bianco · c3 cerchio bianco · f3 torre del nero · d2 cerchio bianco · b1 nottambulo del bianco | e7 cerchio bianco · d6 pedone del nero · e6 pedone del nero · d5 cerchio bianco · c4 pedone del bianco · d4 pedone del bianco · h4 croce bianca · a3 cerchio bianco · c3 cerchio bianco · f3 torre del nero · d2 cerchio bianco · b1 nottambulo del bianco | e7 cerchio bianco · d6 pedone del nero · e6 pedone del nero · d5 cerchio bianco · c4 pedone del bianco · d4 pedone del bianco · h4 croce bianca · a3 cerchio bianco · c3 cerchio bianco · f3 torre del nero · d2 cerchio bianco · b1 nottambulo del bianco | e7 cerchio bianco · d6 pedone del nero · e6 pedone del nero · d5 cerchio bianco · c4 pedone del bianco · d4 pedone del bianco · h4 croce bianca · a3 cerchio bianco · c3 cerchio bianco · f3 torre del nero · d2 cerchio bianco · b1 nottambulo del bianco | e7 cerchio bianco · d6 pedone del nero · e6 pedone del nero · d5 cerchio bianco · c4 pedone del bianco · d4 pedone del bianco · h4 croce bianca · a3 cerchio bianco · c3 cerchio bianco · f3 torre del nero · d2 cerchio bianco · b1 nottambulo del bianco | e7 cerchio bianco · d6 pedone del nero · e6 pedone del nero · d5 cerchio bianco · c4 pedone del bianco · d4 pedone del bianco · h4 croce bianca · a3 cerchio bianco · c3 cerchio bianco · f3 torre del nero · d2 cerchio bianco · b1 nottambulo del bianco | 8 |
| 7 | e7 cerchio bianco · d6 pedone del nero · e6 pedone del nero · d5 cerchio bianco · c4 pedone del bianco · d4 pedone del bianco · h4 croce bianca · a3 cerchio bianco · c3 cerchio bianco · f3 torre del nero · d2 cerchio bianco · b1 nottambulo del bianco | e7 cerchio bianco · d6 pedone del nero · e6 pedone del nero · d5 cerchio bianco · c4 pedone del bianco · d4 pedone del bianco · h4 croce bianca · a3 cerchio bianco · c3 cerchio bianco · f3 torre del nero · d2 cerchio bianco · b1 nottambulo del bianco | e7 cerchio bianco · d6 pedone del nero · e6 pedone del nero · d5 cerchio bianco · c4 pedone del bianco · d4 pedone del bianco · h4 croce bianca · a3 cerchio bianco · c3 cerchio bianco · f3 torre del nero · d2 cerchio bianco · b1 nottambulo del bianco | e7 cerchio bianco · d6 pedone del nero · e6 pedone del nero · d5 cerchio bianco · c4 pedone del bianco · d4 pedone del bianco · h4 croce bianca · a3 cerchio bianco · c3 cerchio bianco · f3 torre del nero · d2 cerchio bianco · b1 nottambulo del bianco | e7 cerchio bianco · d6 pedone del nero · e6 pedone del nero · d5 cerchio bianco · c4 pedone del bianco · d4 pedone del bianco · h4 croce bianca · a3 cerchio bianco · c3 cerchio bianco · f3 torre del nero · d2 cerchio bianco · b1 nottambulo del bianco | e7 cerchio bianco · d6 pedone del nero · e6 pedone del nero · d5 cerchio bianco · c4 pedone del bianco · d4 pedone del bianco · h4 croce bianca · a3 cerchio bianco · c3 cerchio bianco · f3 torre del nero · d2 cerchio bianco · b1 nottambulo del bianco | e7 cerchio bianco · d6 pedone del nero · e6 pedone del nero · d5 cerchio bianco · c4 pedone del bianco · d4 pedone del bianco · h4 croce bianca · a3 cerchio bianco · c3 cerchio bianco · f3 torre del nero · d2 cerchio bianco · b1 nottambulo del bianco | e7 cerchio bianco · d6 pedone del nero · e6 pedone del nero · d5 cerchio bianco · c4 pedone del bianco · d4 pedone del bianco · h4 croce bianca · a3 cerchio bianco · c3 cerchio bianco · f3 torre del nero · d2 cerchio bianco · b1 nottambulo del bianco | 7 |
| 6 | e7 cerchio bianco · d6 pedone del nero · e6 pedone del nero · d5 cerchio bianco · c4 pedone del bianco · d4 pedone del bianco · h4 croce bianca · a3 cerchio bianco · c3 cerchio bianco · f3 torre del nero · d2 cerchio bianco · b1 nottambulo del bianco | e7 cerchio bianco · d6 pedone del nero · e6 pedone del nero · d5 cerchio bianco · c4 pedone del bianco · d4 pedone del bianco · h4 croce bianca · a3 cerchio bianco · c3 cerchio bianco · f3 torre del nero · d2 cerchio bianco · b1 nottambulo del bianco | e7 cerchio bianco · d6 pedone del nero · e6 pedone del nero · d5 cerchio bianco · c4 pedone del bianco · d4 pedone del bianco · h4 croce bianca · a3 cerchio bianco · c3 cerchio bianco · f3 torre del nero · d2 cerchio bianco · b1 nottambulo del bianco | e7 cerchio bianco · d6 pedone del nero · e6 pedone del nero · d5 cerchio bianco · c4 pedone del bianco · d4 pedone del bianco · h4 croce bianca · a3 cerchio bianco · c3 cerchio bianco · f3 torre del nero · d2 cerchio bianco · b1 nottambulo del bianco | e7 cerchio bianco · d6 pedone del nero · e6 pedone del nero · d5 cerchio bianco · c4 pedone del bianco · d4 pedone del bianco · h4 croce bianca · a3 cerchio bianco · c3 cerchio bianco · f3 torre del nero · d2 cerchio bianco · b1 nottambulo del bianco | e7 cerchio bianco · d6 pedone del nero · e6 pedone del nero · d5 cerchio bianco · c4 pedone del bianco · d4 pedone del bianco · h4 croce bianca · a3 cerchio bianco · c3 cerchio bianco · f3 torre del nero · d2 cerchio bianco · b1 nottambulo del bianco | e7 cerchio bianco · d6 pedone del nero · e6 pedone del nero · d5 cerchio bianco · c4 pedone del bianco · d4 pedone del bianco · h4 croce bianca · a3 cerchio bianco · c3 cerchio bianco · f3 torre del nero · d2 cerchio bianco · b1 nottambulo del bianco | e7 cerchio bianco · d6 pedone del nero · e6 pedone del nero · d5 cerchio bianco · c4 pedone del bianco · d4 pedone del bianco · h4 croce bianca · a3 cerchio bianco · c3 cerchio bianco · f3 torre del nero · d2 cerchio bianco · b1 nottambulo del bianco | 6 |
| 5 | e7 cerchio bianco · d6 pedone del nero · e6 pedone del nero · d5 cerchio bianco · c4 pedone del bianco · d4 pedone del bianco · h4 croce bianca · a3 cerchio bianco · c3 cerchio bianco · f3 torre del nero · d2 cerchio bianco · b1 nottambulo del bianco | e7 cerchio bianco · d6 pedone del nero · e6 pedone del nero · d5 cerchio bianco · c4 pedone del bianco · d4 pedone del bianco · h4 croce bianca · a3 cerchio bianco · c3 cerchio bianco · f3 torre del nero · d2 cerchio bianco · b1 nottambulo del bianco | e7 cerchio bianco · d6 pedone del nero · e6 pedone del nero · d5 cerchio bianco · c4 pedone del bianco · d4 pedone del bianco · h4 croce bianca · a3 cerchio bianco · c3 cerchio bianco · f3 torre del nero · d2 cerchio bianco · b1 nottambulo del bianco | e7 cerchio bianco · d6 pedone del nero · e6 pedone del nero · d5 cerchio bianco · c4 pedone del bianco · d4 pedone del bianco · h4 croce bianca · a3 cerchio bianco · c3 cerchio bianco · f3 torre del nero · d2 cerchio bianco · b1 nottambulo del bianco | e7 cerchio bianco · d6 pedone del nero · e6 pedone del nero · d5 cerchio bianco · c4 pedone del bianco · d4 pedone del bianco · h4 croce bianca · a3 cerchio bianco · c3 cerchio bianco · f3 torre del nero · d2 cerchio bianco · b1 nottambulo del bianco | e7 cerchio bianco · d6 pedone del nero · e6 pedone del nero · d5 cerchio bianco · c4 pedone del bianco · d4 pedone del bianco · h4 croce bianca · a3 cerchio bianco · c3 cerchio bianco · f3 torre del nero · d2 cerchio bianco · b1 nottambulo del bianco | e7 cerchio bianco · d6 pedone del nero · e6 pedone del nero · d5 cerchio bianco · c4 pedone del bianco · d4 pedone del bianco · h4 croce bianca · a3 cerchio bianco · c3 cerchio bianco · f3 torre del nero · d2 cerchio bianco · b1 nottambulo del bianco | e7 cerchio bianco · d6 pedone del nero · e6 pedone del nero · d5 cerchio bianco · c4 pedone del bianco · d4 pedone del bianco · h4 croce bianca · a3 cerchio bianco · c3 cerchio bianco · f3 torre del nero · d2 cerchio bianco · b1 nottambulo del bianco | 5 |
| 4 | e7 cerchio bianco · d6 pedone del nero · e6 pedone del nero · d5 cerchio bianco · c4 pedone del bianco · d4 pedone del bianco · h4 croce bianca · a3 cerchio bianco · c3 cerchio bianco · f3 torre del nero · d2 cerchio bianco · b1 nottambulo del bianco | e7 cerchio bianco · d6 pedone del nero · e6 pedone del nero · d5 cerchio bianco · c4 pedone del bianco · d4 pedone del bianco · h4 croce bianca · a3 cerchio bianco · c3 cerchio bianco · f3 torre del nero · d2 cerchio bianco · b1 nottambulo del bianco | e7 cerchio bianco · d6 pedone del nero · e6 pedone del nero · d5 cerchio bianco · c4 pedone del bianco · d4 pedone del bianco · h4 croce bianca · a3 cerchio bianco · c3 cerchio bianco · f3 torre del nero · d2 cerchio bianco · b1 nottambulo del bianco | e7 cerchio bianco · d6 pedone del nero · e6 pedone del nero · d5 cerchio bianco · c4 pedone del bianco · d4 pedone del bianco · h4 croce bianca · a3 cerchio bianco · c3 cerchio bianco · f3 torre del nero · d2 cerchio bianco · b1 nottambulo del bianco | e7 cerchio bianco · d6 pedone del nero · e6 pedone del nero · d5 cerchio bianco · c4 pedone del bianco · d4 pedone del bianco · h4 croce bianca · a3 cerchio bianco · c3 cerchio bianco · f3 torre del nero · d2 cerchio bianco · b1 nottambulo del bianco | e7 cerchio bianco · d6 pedone del nero · e6 pedone del nero · d5 cerchio bianco · c4 pedone del bianco · d4 pedone del bianco · h4 croce bianca · a3 cerchio bianco · c3 cerchio bianco · f3 torre del nero · d2 cerchio bianco · b1 nottambulo del bianco | e7 cerchio bianco · d6 pedone del nero · e6 pedone del nero · d5 cerchio bianco · c4 pedone del bianco · d4 pedone del bianco · h4 croce bianca · a3 cerchio bianco · c3 cerchio bianco · f3 torre del nero · d2 cerchio bianco · b1 nottambulo del bianco | e7 cerchio bianco · d6 pedone del nero · e6 pedone del nero · d5 cerchio bianco · c4 pedone del bianco · d4 pedone del bianco · h4 croce bianca · a3 cerchio bianco · c3 cerchio bianco · f3 torre del nero · d2 cerchio bianco · b1 nottambulo del bianco | 4 |
| 3 | e7 cerchio bianco · d6 pedone del nero · e6 pedone del nero · d5 cerchio bianco · c4 pedone del bianco · d4 pedone del bianco · h4 croce bianca · a3 cerchio bianco · c3 cerchio bianco · f3 torre del nero · d2 cerchio bianco · b1 nottambulo del bianco | e7 cerchio bianco · d6 pedone del nero · e6 pedone del nero · d5 cerchio bianco · c4 pedone del bianco · d4 pedone del bianco · h4 croce bianca · a3 cerchio bianco · c3 cerchio bianco · f3 torre del nero · d2 cerchio bianco · b1 nottambulo del bianco | e7 cerchio bianco · d6 pedone del nero · e6 pedone del nero · d5 cerchio bianco · c4 pedone del bianco · d4 pedone del bianco · h4 croce bianca · a3 cerchio bianco · c3 cerchio bianco · f3 torre del nero · d2 cerchio bianco · b1 nottambulo del bianco | e7 cerchio bianco · d6 pedone del nero · e6 pedone del nero · d5 cerchio bianco · c4 pedone del bianco · d4 pedone del bianco · h4 croce bianca · a3 cerchio bianco · c3 cerchio bianco · f3 torre del nero · d2 cerchio bianco · b1 nottambulo del bianco | e7 cerchio bianco · d6 pedone del nero · e6 pedone del nero · d5 cerchio bianco · c4 pedone del bianco · d4 pedone del bianco · h4 croce bianca · a3 cerchio bianco · c3 cerchio bianco · f3 torre del nero · d2 cerchio bianco · b1 nottambulo del bianco | e7 cerchio bianco · d6 pedone del nero · e6 pedone del nero · d5 cerchio bianco · c4 pedone del bianco · d4 pedone del bianco · h4 croce bianca · a3 cerchio bianco · c3 cerchio bianco · f3 torre del nero · d2 cerchio bianco · b1 nottambulo del bianco | e7 cerchio bianco · d6 pedone del nero · e6 pedone del nero · d5 cerchio bianco · c4 pedone del bianco · d4 pedone del bianco · h4 croce bianca · a3 cerchio bianco · c3 cerchio bianco · f3 torre del nero · d2 cerchio bianco · b1 nottambulo del bianco | e7 cerchio bianco · d6 pedone del nero · e6 pedone del nero · d5 cerchio bianco · c4 pedone del bianco · d4 pedone del bianco · h4 croce bianca · a3 cerchio bianco · c3 cerchio bianco · f3 torre del nero · d2 cerchio bianco · b1 nottambulo del bianco | 3 |
| 2 | e7 cerchio bianco · d6 pedone del nero · e6 pedone del nero · d5 cerchio bianco · c4 pedone del bianco · d4 pedone del bianco · h4 croce bianca · a3 cerchio bianco · c3 cerchio bianco · f3 torre del nero · d2 cerchio bianco · b1 nottambulo del bianco | e7 cerchio bianco · d6 pedone del nero · e6 pedone del nero · d5 cerchio bianco · c4 pedone del bianco · d4 pedone del bianco · h4 croce bianca · a3 cerchio bianco · c3 cerchio bianco · f3 torre del nero · d2 cerchio bianco · b1 nottambulo del bianco | e7 cerchio bianco · d6 pedone del nero · e6 pedone del nero · d5 cerchio bianco · c4 pedone del bianco · d4 pedone del bianco · h4 croce bianca · a3 cerchio bianco · c3 cerchio bianco · f3 torre del nero · d2 cerchio bianco · b1 nottambulo del bianco | e7 cerchio bianco · d6 pedone del nero · e6 pedone del nero · d5 cerchio bianco · c4 pedone del bianco · d4 pedone del bianco · h4 croce bianca · a3 cerchio bianco · c3 cerchio bianco · f3 torre del nero · d2 cerchio bianco · b1 nottambulo del bianco | e7 cerchio bianco · d6 pedone del nero · e6 pedone del nero · d5 cerchio bianco · c4 pedone del bianco · d4 pedone del bianco · h4 croce bianca · a3 cerchio bianco · c3 cerchio bianco · f3 torre del nero · d2 cerchio bianco · b1 nottambulo del bianco | e7 cerchio bianco · d6 pedone del nero · e6 pedone del nero · d5 cerchio bianco · c4 pedone del bianco · d4 pedone del bianco · h4 croce bianca · a3 cerchio bianco · c3 cerchio bianco · f3 torre del nero · d2 cerchio bianco · b1 nottambulo del bianco | e7 cerchio bianco · d6 pedone del nero · e6 pedone del nero · d5 cerchio bianco · c4 pedone del bianco · d4 pedone del bianco · h4 croce bianca · a3 cerchio bianco · c3 cerchio bianco · f3 torre del nero · d2 cerchio bianco · b1 nottambulo del bianco | e7 cerchio bianco · d6 pedone del nero · e6 pedone del nero · d5 cerchio bianco · c4 pedone del bianco · d4 pedone del bianco · h4 croce bianca · a3 cerchio bianco · c3 cerchio bianco · f3 torre del nero · d2 cerchio bianco · b1 nottambulo del bianco | 2 |
| 1 | e7 cerchio bianco · d6 pedone del nero · e6 pedone del nero · d5 cerchio bianco · c4 pedone del bianco · d4 pedone del bianco · h4 croce bianca · a3 cerchio bianco · c3 cerchio bianco · f3 torre del nero · d2 cerchio bianco · b1 nottambulo del bianco | e7 cerchio bianco · d6 pedone del nero · e6 pedone del nero · d5 cerchio bianco · c4 pedone del bianco · d4 pedone del bianco · h4 croce bianca · a3 cerchio bianco · c3 cerchio bianco · f3 torre del nero · d2 cerchio bianco · b1 nottambulo del bianco | e7 cerchio bianco · d6 pedone del nero · e6 pedone del nero · d5 cerchio bianco · c4 pedone del bianco · d4 pedone del bianco · h4 croce bianca · a3 cerchio bianco · c3 cerchio bianco · f3 torre del nero · d2 cerchio bianco · b1 nottambulo del bianco | e7 cerchio bianco · d6 pedone del nero · e6 pedone del nero · d5 cerchio bianco · c4 pedone del bianco · d4 pedone del bianco · h4 croce bianca · a3 cerchio bianco · c3 cerchio bianco · f3 torre del nero · d2 cerchio bianco · b1 nottambulo del bianco | e7 cerchio bianco · d6 pedone del nero · e6 pedone del nero · d5 cerchio bianco · c4 pedone del bianco · d4 pedone del bianco · h4 croce bianca · a3 cerchio bianco · c3 cerchio bianco · f3 torre del nero · d2 cerchio bianco · b1 nottambulo del bianco | e7 cerchio bianco · d6 pedone del nero · e6 pedone del nero · d5 cerchio bianco · c4 pedone del bianco · d4 pedone del bianco · h4 croce bianca · a3 cerchio bianco · c3 cerchio bianco · f3 torre del nero · d2 cerchio bianco · b1 nottambulo del bianco | e7 cerchio bianco · d6 pedone del nero · e6 pedone del nero · d5 cerchio bianco · c4 pedone del bianco · d4 pedone del bianco · h4 croce bianca · a3 cerchio bianco · c3 cerchio bianco · f3 torre del nero · d2 cerchio bianco · b1 nottambulo del bianco | e7 cerchio bianco · d6 pedone del nero · e6 pedone del nero · d5 cerchio bianco · c4 pedone del bianco · d4 pedone del bianco · h4 croce bianca · a3 cerchio bianco · c3 cerchio bianco · f3 torre del nero · d2 cerchio bianco · b1 nottambulo del bianco | 1 |
|   | a | b | c | d | e | f | g | h |   |

Il nottambulo è un pezzo eterodosso degli scacchi che può fare più mosse successive di cavallo, ma nella stessa direzione. Il suo percorso è a forma di L come per il cavallo, ma anziché essere lunga solo due case, come per il cavallo ordinario, la L può essere lunga anche quattro o sei case. Se però lungo il percorso si trova un pezzo proprio o dell'avversario, il nottambulo non può procedere oltre.
Nel diagramma a destra, il nottambulo in b1 può raggiungere le case a3, c3, d5, e7, e può catturare la torre nera in f3, ma non può raggiungere o controllare la casa h4. Le case a3, c3, d5, e7 e f4, essendo controllate dal nottambulo, non possono mai essere occupate dal re avversario.
È rappresentato nei diagrammi con un cavallo rovesciato e nella notazione ha il simbolo N. Nei paesi di lingua inglese la N è anche il simbolo del cavallo ordinario, quindi nei problemi con il nottambulo il cavallo è indicato con una S (dal tedesco Springer). Nella sintassi dei diagrammi è sempre indicato con la lettera s.
In inglese è chiamato nightrider, in francese noctambule e in tedesco Nachtreiter.
Fu inventato nel 1925 dal problemista inglese Thomas Rayner Dawson. È usato principalmente nei problemi eterodossi, pur essendo state ideate anche varianti degli scacchi giocati che lo impiegano.
Il nottambulo ha delle proprietà interessanti: per esempio può dare scacco triplo e assieme ad un cavallo ordinario o ad un altro nottambulo può dare scacco matto. Negli scacchi ordinari il finale di re e due cavalli contro re è patto, in quanto il cavallo ordinario non può guadagnare un tempo, ma con un cavallo e un nottambulo ciò è possibile.
Assieme al grillo, il nottambulo è uno dei pezzi eterodossi più popolari.

## Esempio di problema con il nottambulo
British Chess Magazine, 1925
|   | a                                                                                    | b                                                                                    | c                                                                                    | d                                                                                    | e                                                                                    | f                                                                                    | g                                                                                    | h                                                                                    |   |
| 8 | c7 re del bianco · a6 re del nero · c6 nottambulo del bianco · c3 cavallo del bianco | c7 re del bianco · a6 re del nero · c6 nottambulo del bianco · c3 cavallo del bianco | c7 re del bianco · a6 re del nero · c6 nottambulo del bianco · c3 cavallo del bianco | c7 re del bianco · a6 re del nero · c6 nottambulo del bianco · c3 cavallo del bianco | c7 re del bianco · a6 re del nero · c6 nottambulo del bianco · c3 cavallo del bianco | c7 re del bianco · a6 re del nero · c6 nottambulo del bianco · c3 cavallo del bianco | c7 re del bianco · a6 re del nero · c6 nottambulo del bianco · c3 cavallo del bianco | c7 re del bianco · a6 re del nero · c6 nottambulo del bianco · c3 cavallo del bianco | 8 |
| 7 | c7 re del bianco · a6 re del nero · c6 nottambulo del bianco · c3 cavallo del bianco | c7 re del bianco · a6 re del nero · c6 nottambulo del bianco · c3 cavallo del bianco | c7 re del bianco · a6 re del nero · c6 nottambulo del bianco · c3 cavallo del bianco | c7 re del bianco · a6 re del nero · c6 nottambulo del bianco · c3 cavallo del bianco | c7 re del bianco · a6 re del nero · c6 nottambulo del bianco · c3 cavallo del bianco | c7 re del bianco · a6 re del nero · c6 nottambulo del bianco · c3 cavallo del bianco | c7 re del bianco · a6 re del nero · c6 nottambulo del bianco · c3 cavallo del bianco | c7 re del bianco · a6 re del nero · c6 nottambulo del bianco · c3 cavallo del bianco | 7 |
| 6 | c7 re del bianco · a6 re del nero · c6 nottambulo del bianco · c3 cavallo del bianco | c7 re del bianco · a6 re del nero · c6 nottambulo del bianco · c3 cavallo del bianco | c7 re del bianco · a6 re del nero · c6 nottambulo del bianco · c3 cavallo del bianco | c7 re del bianco · a6 re del nero · c6 nottambulo del bianco · c3 cavallo del bianco | c7 re del bianco · a6 re del nero · c6 nottambulo del bianco · c3 cavallo del bianco | c7 re del bianco · a6 re del nero · c6 nottambulo del bianco · c3 cavallo del bianco | c7 re del bianco · a6 re del nero · c6 nottambulo del bianco · c3 cavallo del bianco | c7 re del bianco · a6 re del nero · c6 nottambulo del bianco · c3 cavallo del bianco | 6 |
| 5 | c7 re del bianco · a6 re del nero · c6 nottambulo del bianco · c3 cavallo del bianco | c7 re del bianco · a6 re del nero · c6 nottambulo del bianco · c3 cavallo del bianco | c7 re del bianco · a6 re del nero · c6 nottambulo del bianco · c3 cavallo del bianco | c7 re del bianco · a6 re del nero · c6 nottambulo del bianco · c3 cavallo del bianco | c7 re del bianco · a6 re del nero · c6 nottambulo del bianco · c3 cavallo del bianco | c7 re del bianco · a6 re del nero · c6 nottambulo del bianco · c3 cavallo del bianco | c7 re del bianco · a6 re del nero · c6 nottambulo del bianco · c3 cavallo del bianco | c7 re del bianco · a6 re del nero · c6 nottambulo del bianco · c3 cavallo del bianco | 5 |
| 4 | c7 re del bianco · a6 re del nero · c6 nottambulo del bianco · c3 cavallo del bianco | c7 re del bianco · a6 re del nero · c6 nottambulo del bianco · c3 cavallo del bianco | c7 re del bianco · a6 re del nero · c6 nottambulo del bianco · c3 cavallo del bianco | c7 re del bianco · a6 re del nero · c6 nottambulo del bianco · c3 cavallo del bianco | c7 re del bianco · a6 re del nero · c6 nottambulo del bianco · c3 cavallo del bianco | c7 re del bianco · a6 re del nero · c6 nottambulo del bianco · c3 cavallo del bianco | c7 re del bianco · a6 re del nero · c6 nottambulo del bianco · c3 cavallo del bianco | c7 re del bianco · a6 re del nero · c6 nottambulo del bianco · c3 cavallo del bianco | 4 |
| 3 | c7 re del bianco · a6 re del nero · c6 nottambulo del bianco · c3 cavallo del bianco | c7 re del bianco · a6 re del nero · c6 nottambulo del bianco · c3 cavallo del bianco | c7 re del bianco · a6 re del nero · c6 nottambulo del bianco · c3 cavallo del bianco | c7 re del bianco · a6 re del nero · c6 nottambulo del bianco · c3 cavallo del bianco | c7 re del bianco · a6 re del nero · c6 nottambulo del bianco · c3 cavallo del bianco | c7 re del bianco · a6 re del nero · c6 nottambulo del bianco · c3 cavallo del bianco | c7 re del bianco · a6 re del nero · c6 nottambulo del bianco · c3 cavallo del bianco | c7 re del bianco · a6 re del nero · c6 nottambulo del bianco · c3 cavallo del bianco | 3 |
| 2 | c7 re del bianco · a6 re del nero · c6 nottambulo del bianco · c3 cavallo del bianco | c7 re del bianco · a6 re del nero · c6 nottambulo del bianco · c3 cavallo del bianco | c7 re del bianco · a6 re del nero · c6 nottambulo del bianco · c3 cavallo del bianco | c7 re del bianco · a6 re del nero · c6 nottambulo del bianco · c3 cavallo del bianco | c7 re del bianco · a6 re del nero · c6 nottambulo del bianco · c3 cavallo del bianco | c7 re del bianco · a6 re del nero · c6 nottambulo del bianco · c3 cavallo del bianco | c7 re del bianco · a6 re del nero · c6 nottambulo del bianco · c3 cavallo del bianco | c7 re del bianco · a6 re del nero · c6 nottambulo del bianco · c3 cavallo del bianco | 2 |
| 1 | c7 re del bianco · a6 re del nero · c6 nottambulo del bianco · c3 cavallo del bianco | c7 re del bianco · a6 re del nero · c6 nottambulo del bianco · c3 cavallo del bianco | c7 re del bianco · a6 re del nero · c6 nottambulo del bianco · c3 cavallo del bianco | c7 re del bianco · a6 re del nero · c6 nottambulo del bianco · c3 cavallo del bianco | c7 re del bianco · a6 re del nero · c6 nottambulo del bianco · c3 cavallo del bianco | c7 re del bianco · a6 re del nero · c6 nottambulo del bianco · c3 cavallo del bianco | c7 re del bianco · a6 re del nero · c6 nottambulo del bianco · c3 cavallo del bianco | c7 re del bianco · a6 re del nero · c6 nottambulo del bianco · c3 cavallo del bianco | 1 |
|   | a                                                                                    | b                                                                                    | c                                                                                    | d                                                                                    | e                                                                                    | f                                                                                    | g                                                                                    | h                                                                                    |   |

Soluzione: 1. Ne7! Ra7 2. Ng3 Ra8 3. Ne4 Ra7 4. Sb5+ Ra8 5. Nd2#